# Чаре-Су
Чаре-Су (перс. چاره سو) — село в Ірані, у дегестані Хараджґіль, у бахші Асалем, шагрестані Талеш остану Ґілян. У переписі 2006 року вказане як окремий населений пункт, але без відомостей про чисельність населення.

## Клімат
Середня річна температура становить 13,16°C, середня максимальна – 27,40°C, а середня мінімальна – -1,01°C. Середня річна кількість опадів – 626 мм.
| Клімат поселення                              | Клімат поселення | Клімат поселення | Клімат поселення | Клімат поселення | Клімат поселення | Клімат поселення | Клімат поселення | Клімат поселення | Клімат поселення | Клімат поселення | Клімат поселення | Клімат поселення | Клімат поселення |
| Показник                                      | Січ.             | Лют.             | Бер.             | Квіт.            | Трав.            | Черв.            | Лип.             | Серп.            | Вер.             | Жовт.            | Лист.            | Груд.            |                  |
| Середній максимум, °C                         | 11,00            | 10,16            | 11,89            | 15,87            | 20,37            | 25,43            | 27,40            | 27,09            | 22,41            | 19,39            | 14,62            | 11,21            |                  |
| Середня температура, °C                       | 5,42             | 4,56             | 6,30             | 10,29            | 14,79            | 19,86            | 23,17            | 22,85            | 18,20            | 15,16            | 10,38            | 6,98             |                  |
| Середній мінімум, °C                          | −0,16            | −1,01            | 0,72             | 4,71             | 9,21             | 14,27            | 18,94            | 18,64            | 13,96            | 10,93            | 6,15             | 2,75             |                  |
| Норма опадів, мм                              | 54               | 49               | 63               | 58               | 44               | 25               | 11               | 26               | 60               | 92               | 68               | 76               |                  |
| Середньомісячна швидкість вітру, м/с          | 2.20             | 2.40             | 2.40             | 2.45             | 2.23             | 2.27             | 2.58             | 2.37             | 1.99             | 2.04             | 1.97             | 1.91             |                  |
| Середньомісячна сонячна радіація, кДж/м²·день | 6972             | 9320             | 11432            | 15892            | 19856            | 22502            | 23611            | 20008            | 16363            | 11219            | 8515             | 6583             |                  |
| --------------------------------------------- | ---------------- | ---------------- | ---------------- | ---------------- | ---------------- | ---------------- | ---------------- | ---------------- | ---------------- | ---------------- | ---------------- | ---------------- | ---------------- |
| Джерело:                                      |                  |                  |                  |                  |                  |                  |                  |                  |                  |                  |                  |                  |                  |